# Thiago Gentil
Thiago Gentil (San Paolo, 8 aprile 1980) è un ex calciatore brasiliano, di ruolo attaccante.